# Yvonne John Lewis
Yvonne John Lewis is een Engelse zangeres. Ze werd bekend als zangeres bij Basement Jaxx en Zero 7. Daarnaast leent ze regelmatig haar stem diverse danceprojecten. In 2002 had ze een grote hit met het nummer "Safe From Harm" samen met Narcotic Thrust. In 2005 had ze opnieuw een hit, als mede zangeres van "No Worries" van Simon Webbe.